# Nyctophilus microtis
Nyctophilus microtis (Thomas, 1888) è un pipistrello della famiglia dei Vespertilionidi endemico della Nuova Guinea.

## Descrizione

### Dimensioni
Pipistrello di piccole dimensioni, con la lunghezza della testa e del corpo tra 42,5 e 63 mm, la lunghezza dell'avambraccio tra 37 e 40,9 mm, la lunghezza della coda tra 36 e 49 mm, la lunghezza del piede tra 7 e 10 mm, la lunghezza delle orecchie tra 14 e 19,4 mm e un peso fino a 9,5 g.

### Aspetto
La pelliccia è corta e densa. Le parti dorsali sono marroni con la base dei peli più scura, mentre le parti ventrali sono più chiare. Il muso è tronco e cosparso di peli, con un disco carnoso all'estremità dove si aprono le narici e dietro al quale è presente un rigonfiamento ben sviluppato e attraversato longitudinalmente da un solco superficiale. Gli occhi sono piccoli. Le orecchie sono grandi, strette, appuntite ed unite sulla fronte da una sottile e poco sviluppata membrana cutanea, nascosta nella pelliccia. Il trago è rettangolare, con una piccola proiezione alla base dell'orecchio. Le membrane alari sono bruno-nerastre e attaccate posteriormente alla base delle dita dei piedi. L'estremità della lunga coda si estende leggermente oltre l'ampio uropatagio.

## Biologia

### Comportamento
Si rifugia in piccoli gruppi tra bambù secchi, nel denso fogliame o nelle pareti più alte delle grotte. Entra in uno stato di ibernazione a temperature esterne più fredde.

### Alimentazione
Si nutre di insetti.

### Riproduzione
Femmine che allattavano sono state catturate nel mese di luglio.

## Distribuzione e habitat
Questa specie è diffusa in Nuova Guinea e sulle vicine isole di Salawati, Nuova Irlanda e Sturt. Un'osservazione sull'isola di Sudest è ritenuta dubbia.
Vive nelle foreste umide primarie e secondarie fino a 2.600 metri di altitudine.

## Conservazione
La IUCN Red List, considerato il vasto areale, l'assenza di minacce rilevanti e la popolazione stabile, classifica N.microtis come specie a rischio minimo (Least Concern)).